# 王玹 (成化己丑進士)
王玹（1443年—？），字邦器，直隸河間府滄州鹽山縣人，民籍，明朝政治人物。

## 生平
順天鄉試第四十四名舉人，成化五年（1469年）中式己丑科會試第二百十一名，三甲第一百三十五名進士。授江西道監察御史，出為山東按察司副使。

## 家族
曾祖王能；祖父王貴；父王幹。